# Résidence et Jardin de la famille Lin
La Résidence et Jardin de la famille Lin (chinois traditionnel : 林本源園邸 ; pinyin : Lín Běn Yuán Yuándǐ, en anglais Lin Family Mansion and Garden) est l'ancienne demeure de la famille Lin Ben Yuan (en) (aussi connue en tant que famille Lin de Banqiao), située dans le district de Banqiao de la municipalité de Nouveau Taipei à Taïwan.
Il s'agit d'un des plus beaux ensembles de jardins chinois traditionnel à Taïwan, faisant partie des Quatre grands jardins de Taïwan (台灣四大名園) avec le jardin Hsinchu Beiguo (新竹北郭園), le jardin Wu de Tainan (臺南吳園) et la demeure familiale de la famille Wufeng Lin (霧峰林家宅園). L'ancienne résidence de la famille Lin occupe une surface d'environ 20 000 m2. Le jardin est parfois appelé Jardin de la famille Lin de Banqiao (板橋林家花園).
La résidence a vu le jour en 1847, alors qu'elle n'était qu'une maison secondaire pour la famille Lin Ben Yuan. Elle a ensuite été agrandie par les frères Lin Guohua et Lin Guofang, devenant la maison principale de la famille Lin Ben Yuan. De nos jours, la Maison est gérée par le Comité de construction culturelle du Yuan exécutif, le Ministère de l'Intérieur, l'agence touristique du Ministère des Transports et des Communications et l'agence pour la protection et la restauration des œuvres du gouvernorat de Nouveau Taipei.

## Histoire
L'ancêtre de la famille Lin Ben Yuan, Lin Yingyin (林應寅), met pied à Taïwan en 1778, s'installant à Xinzhuang. Son fils Lin Pinghou (林平侯) fait fortune dans le commerce du riz, investit dans l'achat de terres arables et permet à sa famille d’acquérir une grande prospérité.
Entre 1846 et 1848, pour faciliter l’entrepôt des récoltes, le troisième fils de Lin Pinghou, Lin Guohua, et son frère Lin Guofang, bâtissent Biyiguan (弼益館) à Banqiao (租館). Le bâtiment fait environ 150 ping (500 m2), avec une cour unique quadrangulaire.
En 1851, la famille Lin Ben Yuan se déplace à Banqiao. La même année, le manoir aux trois cours (三落大厝) est mis en chantier pour servir de résidence principale. A cette époque, les immigrés de Zhangzhou et de Quanzhou étaient en guerre ouverte. Grâce à sa richesse et à son influence, la famille Lin Ben Yuan devient un des meneurs des migrants de Zhangzhou, et la demeure est désignée comme quartier général. À cause de cela, le manoir incorpore dans son architecture des éléments défensifs, alors que des militiens étaient chargés de la garder. La situation perdure jusqu'au début de l'occupation japonaise, en 1895.
Après 1949, le chef du clan Lin prête la résidence au gouvernement, afin d'accueillir des soldats venus du continent. En 1977, la famille Lin Ben Yuan donne une partie des jardins au gouvernorat du comté de Taipei (maintenant Nouveau Taipei). L'ouverture au public se fait à partir de 1982. Les jardins, saccagés par des squatteurs, sont restaurés en 1986.

## Architecture
- Jigushuwu (汲古書屋) : Le bâtiment imitant le style de la dynastie Ming a été nommé d'après Mao Zijin, un célèbre collectionneur de livre du 17e siècle, dont le nom de plume était Jiguge (汲古閣). S'y trouvait la collection privée de la famille, composée de milliers de parchemins, dont les classiques des dynasties Song et Yuan. Cette bibliothèque était utilisée pour les études des garçons de la famille Lin. A l'avant est construit un pavillon à pluie à trois jian (間), cloisonné, avec des portes en treillis. Dans la cour avant, on trouve de nombreux pots de fleurs exotiques et rares.
- Laiqingge (來青閣) : Se tenant au milieu de la cour se dresse une maison pour invités, appelée Xiulou (繡樓) ou Shuzhuanglou (梳粧樓). Le bâtiment est bâti entièrement en Nanmu (cèdre chinois) et Huamu (bouleau), et rehaussé de fines sculptures. A l’avant on trouve un théâtre, avec l’inscription « ouvre la fenêtre et souris » (開軒一笑). Le manoir invitait régulièrement une troupe d’opéra pour divertir ses invités.
- Xiangyuyi (香玉簃) : « Yi » (簃) signifie « petite maison apposée à une plus large ». Construit pour admirer la nature, surtout à l’occasion de la saison des fleurs de jade (玉花季). Au printemps, le maître de maison proposait à ses invités de venir admirer les floraisons en sa compagnie dans Xiangyuyi.
- Guanjialou (觀稼樓) : Du temps de la famille Lin, il était possible d’observer les paysans dans leurs champs du mont Guanyinshan (觀音山) depuis le Guanjialou. Le bâtiment servait aussi à garder hors de portée d’un œil indiscret l’étang et les cascades.
- Dingjingtang (定靜堂) : Dingjingtang, un siheyuan, est le bâtiment qui occupe le plus d’espace dans les jardins. Deux corridors font face au patio (天井). Le lieu servait aux banquets, pouvant accueillir plus d’une centaine de participants.
- Yuboshuixie (月波水榭) : Un xie (榭) est un bâtiment construit sur l’eau. Relié à la terre par un petit pont, les occupants des lieux y observaient la lune qui se reflétait dans l’eau, d’où son nom.
- Rongyindachi (榕蔭大池) : On y trouve la plus grande étendue d’eau des jardins. Tout autour de l’étang se tiennent des pavillons, comme Diaoyuji (釣魚磯) et Yunjincong (雲錦淙).
- Jingziting (敬字亭) : Près de Rongyindachi se trouve un four à papier, servant à faire disparaître les écrits.